# Cedrón (Monforte de Lemos)
Cedrón es una aldea española actualmente despoblada, que forma parte de la parroquia de Valverde, del municipio de Monforte de Lemos, en la provincia de Lugo, Galicia.

## Localización
Se encuentra a una altitud de 324 metros sobre el nivel del mar, en el margen derecho del río Mao.

## Demografía
| Gráfica de evolución demográfica de Cedrón entre 2000 y 2020 |
|                                                              |
| Datos según el nomenclátor publicado por el INE.             |